# Акт про День національної незалежності 19 червня
Акт про День національної незалежності 19 червня (англ. Juneteenth National Independence Day Act) — закон США, ухвалений Конгресом і підписаний президентом Джо Байденом 17 червня 2021, для визнання 19 червня (Дня визволення рабів) федеральним святом.
Цей законопроєкт представлений у Сенаті сенатором Едвардом Маркі 25 лютого 2021, і згодом одноголосно схвалений Сенатом 15 червня 2021 та Палатою представників 16 червня 2021 (415—14).
19 червня стало одинадцятим святом, яке відзначається у США на федеральному рівні. У цей список входять такі свята, як Різдво, Новий рік, День подяки, День незалежності та день Мартіна Лютера Кінга.

## Зміст
Внести поправки до розділу 5 Кодексу Сполучених Штатів, щоб проголосити День національної незалежності 19 червня як законне державне свято.
<…>
Стаття 6103(a) розділу 5 Кодексу Сполучених Штатів Америки змінена шляхом включення після пункту, що включає День пам'яті (День пам'яті), такоого: «День національної незалежності 19 червня».
Оригінальний текст (англ.)
[To amend title 5, United States Code, to designate Juneteenth National Independence Day as a legal public holiday.
<…>
Section 6103(a) of title 5, United States Code, is amended by inserting after the item relating to Memorial Day the following: Juneteenth National Independence Day, June 19.] Помилка: [undefined] Помилка: {{Lang}}: немає тексту (допомога): текст вже має курсивний шрифт (допомога)